# Punta Cachorros
Punta Cachorros (spanisch für (See)Hundespitze) ist eine Landspitze im Norden der Livingston-Insel im Archipel der Südlichen Shetlandinseln. Auf der Ostseite des Kap Shirreff, dem nördlichen Ausläufer der Johannes-Paul-II.-Halbinsel, liegt sie am Südufer der Bahía Mansa und trennt den Playa Chungungo im Osten vom Playa Cachorros im Osten.
Wissenschaftler der 45. Chilenischen Antarktisexpedition (1990–1991) benannten sie.